# 美しき三つの嘘
『美しき三つの嘘』（うつくしきみっつのうそ）は、フジテレビで2016年に放送されたテレビドラマ。2016年1月4日（月）21:00 - 23:24に放送された。
現代を代表する3人の女性作家たちの短編小説をドラマ化しオムニバス形式で送る。

## ストーリー

### ムーンストーン
主人公（永作博美）は、市議会議員の妻。高級住宅街に暮らし、何不自由なく暮らしているかのように見えたが、夫（滝藤賢一）から日常的にDV被害を受けていた。ある日、暴力から娘を守ろうと抵抗したはずみで、夫を殺してしまう。

### 炎
毎朝、通学バスで登校する高校生の香川亜利沙（土屋太鳳）は、同じバスに乗り合わせる立木尚吾先輩（村上虹郎）の横顔をいつも眺めていた。そんな憧れの立木があるの日の放課後、校庭で焼身自殺をする。一瞬の出来事に衝撃を受けた亜利沙だったが、その後、立木と親しかった楢崎初音（門脇麦）とともに自殺の原因を探っていく。

### 平凡
紀美子（鈴木京香）は、近所のスーパーでパートとして働く主婦。結婚生活も20年を越えて平凡に暮らす主婦の紀美子だが、一方で同級生の春香（寺島しのぶ）はテレビでも活躍する人気料理研究家になっていた。しばらく前に紀美子からツイッターでリプライを送っても音沙汰がなかったが、春香から連絡がきて、高校卒業以来久しぶりに再会することになった。

## キャスト
- ムーンストーン
  - 大庭小百合：永作博美（中学時代：久保田紗友）
  - 堀端久実：檀れい（中学時代：花岡みづほ）
  - 大庭康晴：滝藤賢一
  - 娘：住田萌乃
  - 刑事：村上淳
  - 弁護士：柄本明
  - 伯父：木場勝己
  - 国語教師：高橋和也
  - 菜葉菜、宮澤美保、宍戸美和公、倉野章子、彩吹真央、細川学、宮寺智子、志田弦音、三浦友和　ほか
- 炎
  - 香川亜利沙：土屋太鳳
  - 楢崎初音：門脇麦
  - 立木尚吾：村上虹郎
  - 木下：柄本佑
  - 菜葉菜、月船さらら、小槙まこ、山田朝華、三浦友和　ほか
- 平凡
  - 宮本紀美子：鈴木京香（回想：高橋綾沙）
  - 榎本春花：寺島しのぶ（回想：紅甘）
  - 宮本勉：寺脇康文（回想：染谷将太）
  - 警部：三浦友和
  - 奥野瑛太、高尾祥子、後藤ユウミ、藤井佳代子、澤山薫、佐藤優太郎

## スタッフ
- 制作：フジテレビ
- 編成企画：太田大
- プロデュース：浅野敦也、新井順子
- 音楽：河野丈洋
- CG：マリンポスト
- ポスプロ：IMAGICA
- 制作著作：ドリマックス・テレビジョン
- ムーンストーン
  - 原作：湊かなえ　
  - 監督・脚本：深川栄洋
  - 脚本：山室有紀子
  - 撮影：石井浩一
  - 選曲：遠藤浩二
  - 技斗：大道寺俊典
  - 警察監修：石川隆昌
- 炎
  - 原作：三浦しをん　
  - 監督・脚本：廣木隆一
  - 脚本：加藤綾子
  - 撮影：水口智之
  - テニス指導：宮澤康行
  - 音響効果：シネマサウンドワークス
  - 技術協力：フォーチュン
- 平凡
  - 原作：角田光代
  - 監督・脚本：瀬々敬久
  - 撮影：石井浩一
  - 選曲：遠藤浩二
  - 料理監修：みないきぬこ
  - 技術協力：Kカンパニー、フォーチュン